# سومین جمهوری چکسلواکی
سومین جمهوری چکسلواکی در آوریل ۱۹۴۵ میلادی نخست در شهر کوشیتسه اعلام وجود کرد و با آزادی پراگ در ۱۰ مه مرکزیت آن به این شهر منتقل شد. ایدهٔ برپایی چنین دولتی را دول پیروز در جنگ شامل ایالات متحده آمریکا، بریتانیا و فرانسه پیشبینی نکرده بودند و ایدهٔ برپایی آن بیشتر متأثر از خاطرهٔ نخستین جمهوری چکسلواکی بود. با این حال در نتیجهٔ جنگ چکسلواکی عملاً در حوزهٔ نفوذ امپریالیسم شوروی قرار می‌گرفت.
سرانجام با کودتای چکسلواکی در ۱۹۴۸ به دست کمونیست‌ها، عمر این جمهوری نیز به سر آمد.